# Hernán Montenegro
Hernán Abel Montenegro Koch (Bahía Blanca, 10 agosto 1966) è un ex cestista argentino.

## Carriera
È stato selezionato dai Philadelphia 76ers al terzo giro del Draft NBA 1988 (57ª scelta assoluta).
Con l'Argentina ha disputato i Campionati mondiali del 1986 e due edizioni dei Campionati americani (1992, 1993).